# All-Nippon-Airways-Flug 58
Der All-Nippon-Airways-Flug 58 war ein Linienflug von All Nippon Airways, bei dem das eingesetzte Flugzeug am 30. Juli 1971 nach einer Kollision in der Nähe des Wintersportortes Shizukuishi abstürzte.

## Flugzeug
Die Boeing 727-281 der All Nippon Airways, Kennzeichen JA8329 und ausgerüstet mit drei Triebwerken des Typs JT8D-9A, war zum Zeitpunkt des Unfalls fünf Monate alt.
Die meisten Passagiere kamen aus dem Ort Fuji, Präfektur Shizuoka.

## Verlauf
Die Boeing 727 befand sich auf seiner Reiseflughöhe von 28.000 Fuß mit Ziel Tokio. Währenddessen befanden sich zwei F-86 Sabre der Luftselbstverteidigungsstreitkräfte, die auf der Luftwaffenbasis Matsushima stationiert waren, mit einem Ausbilder und seinem Schüler auf einem Trainingsflug. Als sich die F-86 der Boeing 727 näherten, befahl der Ausbilder, nach links auszuweichen. Die F-86 des Schülers kollidierte jedoch mit dem linken Höhenruder der Boeing, die sofort in den Sturzflug überging, während die F-86 ihre rechte Tragfläche verlor. Die 727 brach noch in der Luft auseinander, und die Trümmer des Flugzeugs stürzten bei Shizukuishi zu Boden. Alle 162 Insassen starben. Die F-86 stürzte in ein Reisfeld, der Pilot überlebte, da er schon vor der Kollision mit dem Schleudersitz ausgestiegen war. Bei dem Absturz der 727 handelte es sich vermutlich um das zu diesem Zeitpunkt schwerste Flugunglück aller Zeiten; er ist bis heute das schwerste Unglück in der Geschichte der All Nippon Airways.

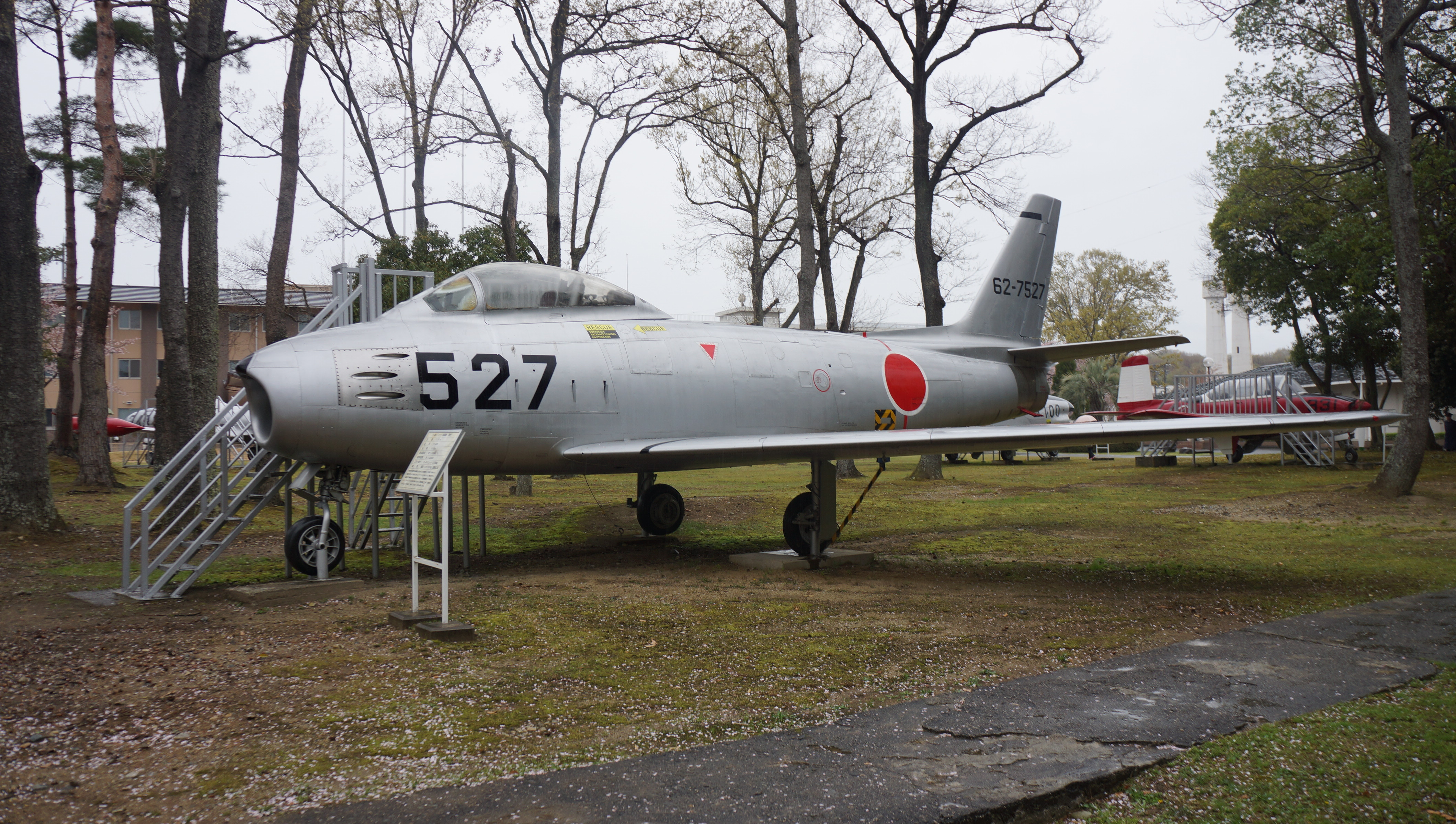
Eine F-86 Sabre der Luftselbstverteidigungsstreitkräfte